# Oenomaus geba
Oenomaus geba is een vlinder uit de familie van de Lycaenidae. De wetenschappelijke naam van de soort werd als Thecla geba in 1877 gepubliceerd door William Chapman Hewitson.